# Mi novia está de madre
Mi novia está de madre es una película dominicana del 2007 que estrenó el 16 de agosto ese año.

## Sinopsis
Trata de un joven profesional, con una bella novia, que se ve en una encrucijada al enamorarse de una nueva vecina mayor que él. Las situaciones se desarrollan en un torbellino donde él tiene que buscar la manera de librarse de las malas interpretaciones.

## Reparto
- Roberto Ángel Salcedo como (Felipe).
- Patricia Manterola como (Virginia).
- Cuquín Victoria como (César).
- Edilí como (Rafaela).
- María Cristina Camilo como (Amalia).
- Pamela Sued como (Mariana).
- Iván García como (Alfredo).
- Luís José Germán como (Mauricio).
- Eddy Herrera como (Humberto).
- Frank Perozo como (Andy).
- Solange José como (Patricia).